# Ernolsheim-Bruche
Ernolsheim-Bruche je francouzská obec v departementu Bas-Rhin v regionu Grand Est. V roce 2013 zde žilo 1 798 obyvatel.

## Poloha obce
Sousední obce jsou: Breuschwickersheim, Dachstein, Duppigheim, Duttlenheim, Ergersheim, Kolbsheim a Osthoffen.

## Vývoj počtu obyvatel
Počet obyvatel